# Kateřina Lucemburská (1353–1378)
Kateřina Lucemburská/Moravská (asi 1353–1378) byla dcera Jana Jindřicha, mladšího bratra Karla IV., a jeho druhé manželky Markéty Opavské
Kateřina se stala manželkou vévody Jindřicha z Falkenbergu († 1382). Sňatek se konal 2. února 1372 a manželství podobně jako u mnoha dalších Lucemburků zůstalo bezdětné.